# 法姆林斯莊園

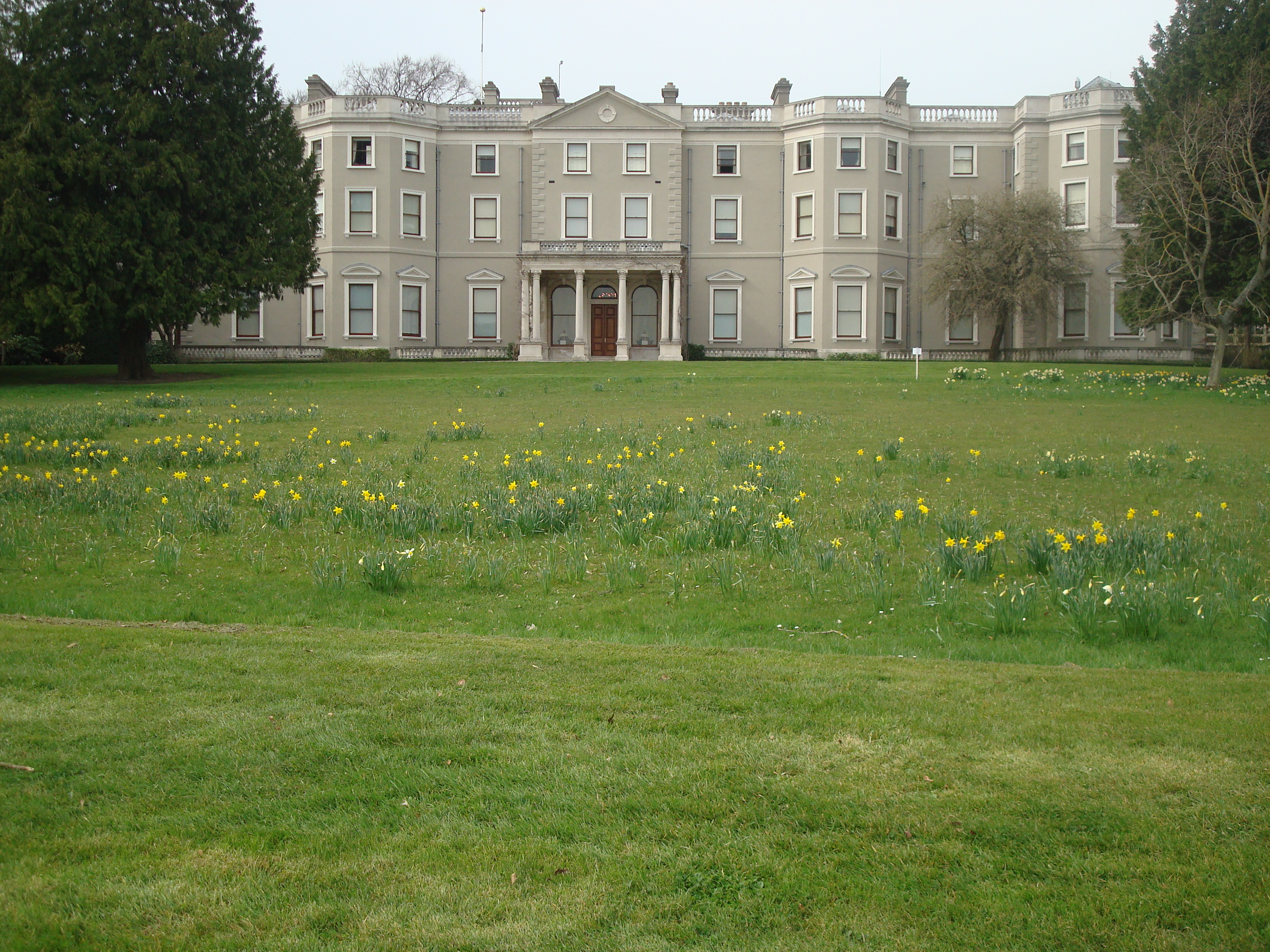

法姆林斯莊園（英語：Farmleigh) 是位於愛爾蘭首都都柏林的一處莊園建築，曾是健力士家族在都柏林的住宅之一。面積78英畝。1999年，愛爾蘭政府以2920萬歐元的價格購買了法姆林斯莊園。現在法姆林斯莊園是愛爾蘭政府用地，並且從2001年7月開始對公眾開放參觀。

## 外部連結
- 官方网站

53°21′54″N 6°21′36″W / 53.365128°N 6.360054°W